# برينس تاغو
برنس تاغو (بالإنجليزية: Prince Tagoe)‏، لاعب كرة قدم غاني من مواليد 9 نوفمبر 1986.
لعب لنادي الاتحاد السعودي بعد توصية من اللاعب الكاميروني لاعب فريق برشلونة الأسباني صأمويل ايتو لرئيس النادي السابق منصور البلوي [بحاجة لمصدر]، يمتاز بالسرعة العالية واللياقة البدنية والتمركز السليم والتحرك دون كرة، فتمكن من تقديم أداء عال.
إلا أنه لم يمكث مع الاتحاد إلا موسماً واحداً انتقل بعدها إلى نادي الاتفاق السعودي حيث تفجرت طاقاته الإبداعية ونقل فريق الاتفاق إلى نهائيين في موسم 2008 ولكن الفريق لم يتمكن من حصد أي منهما، فخسر نهائي البطولة الخليجية لتذهب لصالح الجزيرة الإماراتي. أما النهائي الثاني فخسره الفريق أمام الهلال السعودي ولم يقدم برنس تاغو جزءا مما قدمه للصعود للنهائي.
انتقل في عام 2009 إلى نادي هوفينهايم الألماني.
ثم عاد إلى نادي الاتفاق السعودي عام 2013

## الأندية التي لعب لها:
- هرتا برلين (2004-2007): كانت هذه الفترة بداية مسيرته الاحترافية في أوروبا.
- نادي "مانشستر سيتي" (2007-2009): انتقل إلى مانشستر سيتي، حيث لعب دورًا مهمًا في الفريق.
- نادي "بورتسموث" (2009-2010): انتقل إلى بورتسموث على سبيل الإعارة، حيث ساهم في تعزيز الفريق.
- نادي "أينتراخت فرانكفورت" (2010-2011): انتقل إلى أينتراخت فرانكفورت، حيث استمر في تقديم أداء متميز.
- نادي "أولمبياكوس" (2011-2012): انتقل إلى الدوري اليوناني، حيث حقق نجاحات كبيرة.

## مسيرته الدولية
مثل برينس تاغو منتخب غانا في العديد من البطولات الدولية، بما في ذلك كأس الأمم الأفريقية وكأس العالم. كان له دور بارز في تأهل غانا إلى كأس العالم 2006 في ألمانيا، حيث كان أحد اللاعبين الرئيسيين في الفريق.

## أسلوب اللعب
يُعرف برينس تاغو بمهاراته الفنية العالية، وسرعته، وقدرته على اللعب في عدة مراكز، بما في ذلك الوسط والهجوم. يتمتع برؤية جيدة للملعب، مما يجعله لاعبًا مؤثرًا في بناء الهجمات.

## الإنجازات
كأس الأمم الأفريقية: ساهم في وصول منتخب غانا إلى مراحل متقدمة في البطولة.
الدوري اليوناني: حقق العديد من الألقاب مع نادي أولمبياكوس.

## خاتمة
يُعتبر برينس تاغو واحدًا من أبرز اللاعبين الغانيين في كرة القدم، حيث ترك بصمة واضحة في الأندية التي لعب لها ومنتخب بلاده. بفضل مهاراته وإسهاماته، يُعتبر تاغو مثالًا يحتذى به للعديد من اللاعبين الشباب في غانا وحول العالم.

## روابط خارجية
- برينس تاغو على موقع الاتحاد الدولي (مؤرشف)  (الإنجليزية)
- برينس تاغو على موقع اتحاد تركيا (لاعب) (الإنجليزية)
- برينس تاغو على موقع قاعدة بيانات كرة القدم.إي يو (الإنجليزية)
- برينس تاغو على موقع بيانات كرة القدم. دي إي (الألمانية)
- برينس تاغو على موقع ليكيب (الفرنسية)
- برينس تاغو على موقع ناشيونال فوتبول تيمز (الإنجليزية)
- برينس تاغو على موقع Soccerway.com (الإنجليزية)
- برينس تاغو على موقع عالم كرة القدم.نت (الإنجليزية)
- برينس تاغو على موقع كووورة